# Puebla del Salvador
Puebla del Salvador es un municipio español de la provincia de Cuenca, en la Comunidad Autónoma de Castilla-La Mancha. Tiene un área de 47,92 km² con una 197 habitantes (INE 2024) y una densidad de 4,26 hab/km².

## Historia
El territorio de este municipio ha sido habitado y transitado por gentes desde la Edad del Bronce, como atestigua distintos enterramientos expoliados del término, pasando por íberos y romanos, como queda patente en los hallazgos de restos materiales y vías de comunicación, y, cómo no, por los musulmanes en ocho siglos de presencia en la península.
Ahora bien, Puebla del Salvador como entidad jurídica y núcleo de población se remonta a finales del siglo XIII o principios del XIV, quizás se deba a una repoblación tardía llevada a cabo por vecinos de la villa de Iniesta, como afirma Tomás López en las "Relaciones Geográficas" (1786-1790). "La Puebla" sólo permanecerá bajo la jurisdicción de aquella otra población hasta alcanzar en 1628 un Real Privilegio de Villazgo.

### La visita del emperador Carlos V
El 19 de diciembre de 1542 el cronista Juan de Vandenesse anota la pernocta del cortejo real en Puebla del Salvador. Una comitiva que acompañaba al emperador Carlos V y al príncipe Felipe II a Madrid.

## Fiestas
Como es habitual en la mayoría de los pueblos, el calendario festivo de Puebla del Salvador responde a dos tipos de celebración, la religiosa, en la que se destacan determinadas figuras del santoral que guardan relación con la historia de la población,  los festejos asentados en la tradición, que suelen estar relacionados con la tierra, la fertilidad, el cortejo, etc.
En nuestro recorrido por las principales fiestas hemos seguido un criterio cronológico, desde San Antón hasta la Navidad y los Reyes Magos, y nos ocuparemos, tanto de aquellas que están marcadas en el calendario, como algunas que, aunque no se celebran, forman parte de la memoria colectiva. Por razones de extensión, nos vemos obligados a no reseñar otras que, aunque en su día tuvieron cierta importancia, dejaron de celebrarse desde principios de siglo y apenas se las recuerda, como es el caso de San Roque, que tuvo su ermita, la Virgen del Rosario o San Julián.
| Celebración                            | fecha        |
| -------------------------------------- | ------------ |
| Reyes Magos                            | 6 de enero   |
| Santa Quiteria, virgen y mártir        | 28 de mayo   |
| El Salvador                            | 6 de agosto  |
| Purísima Concepción de María Santísima | 15 de agosto |
| San Isidro, labrador                   | 15 de mayo   |

## Geografía
- Altitud: 850 metros.
- Latitud: 39º 34' N
- Longitud: 001º 40' O
- Extensión : 45.78 km²

## Demografía
Puebla del Salvador cuenta con una población de 197 habitantes (INE 2024).
| Gráfica de evolución demográfica de Puebla del Salvador entre 1842 y 2021                                           |
| |
| Población de derecho según los censos de población del INE Población de hecho según los censos de población del INE |

## Política
| Periodo   | Nombre                                                               | Partido       |
| --------- | -------------------------------------------------------------------- | ------------- |
| 1979-1983 | Federico Ruiz Tórtola                                                | Independiente |
| 1983-1987 | Lino Álvarez                                                         | PSOE          |
| 1987-1991 | Francisco Blasco Coronado                                            | PSOE          |
| 1991-1995 | Rafael Ruiz García                                                   | PP            |
| 1995-1999 | Julián Jiménez Villena                                               | PSOE          |
| 1999-2003 | Julián Jiménez Villena                                               | PSOE          |
| 2003-2007 | Maria Luz Martínez Huerta                                            | PP            |
| 2007-2011 | Yolanda Oviedo Jiménez                                               | PSOE          |
| 2011-2015 | Yolanda Oviedo Jiménez                                               | PSOE          |
| 2015-2019 | Inmaculada Jiménez Gómez (2015-2017) Jaime Martínez Gabaldón (2017-) | PSOE PP       |

## Asociaciones, Hermandades, Cofradías o Grupos Locales
| Asociación                                              | fecha de fundación |
| ------------------------------------------------------- | ------------------ |
| Asociación de cazadores Santa Quiteria                  |                    |
| Asociación de jubilados y pensionistas El Salvador      |                    |
| Asociación de mujeres QUISAL                            | 1992               |
| Asociación de Padres y Madres de Alumnos Santa Quiteria |                    |
| Asociación Cultural Clavileño                           | 2000               |

| Cofradía                                              | fecha de fundación      |
| ----------------------------------------------------- | ----------------------- |
| Hermandad Antigua de María Santísima de la Concepción | 1600                    |
| Cofradía de San Roque                                 | 1757 (hoy desaparecida) |
| Cofradía del Santísimo                                | 1818 (hoy desaparecida) |
| Cofradía del Rosario                                  |                         |